# Марвел, Карл Шипп
Карл Шипп «Спид» Марвел (11 сентября 1894 Уэйнсвилл, Иллинойс, США — 4 января 1988, Тусон, Аризона, США) — американский химик, специализирующийся на полимерах. Работал над созданием полибензимидазолов — термостойких полимеров, которые используются в аэрокосмической промышленности, в противопожарном оборудовании и в качестве замены асбеста. Он был назван «одним из выдающихся химиков-органиков в мире» и получил множество наград, в том числе медаль Пристли 1956 года и Национальную научную медаль 1986 года, присужденную президентом Рональдом Рейганом.

## Биография
Карл Шипп Марвел родился 11 сентября 1894 года в Уэйнсвилл, штат Иллинойс, США, в семье фермеров Джона Томаса Марвела и Мэри Люси Уоссон Марвел. Дядя уговаривал его изучать химию. Марвел учился в Уэслианском университете Иллинойса с 1911 по 1915 год и получил степень бакалавра и магистра химии.
По рекомендации своего советника Альфреда В. Хомбергера Марвел получил стипендию в размере 250 долларов для обучения в Иллинойсском университете. Марвелу пришлось брать дополнительные занятия, чтобы «наверстать упущенное» в течение первого года обучения там. Он получил прозвище «Спид» (с англ. Speed - Скорость) в начале своей карьеры химика из-за своей привычки спешить на завтрак после ночной учебы. Находясь в Иллинойсе, Марвел подружился с однокурсником Уоллесом Карозерсом. Марвел получил степень магистра химии в Иллинойсском университете в 1916 году.
Исследования Карла Шиппа были прерваны Первой мировой войной. Поскольку война отрезала предыдущие источники поставок, стало трудно получать многие химические вещества, используемые в синтетической органической химии и связанных с ней промышленных процессах. Кларенс Дерик создал в Иллинойсе подразделение по производству органических химических веществ, которые ранее импортировались из Германии, чтобы производить и продавать их. С 1916 по 1919 год Марвел работал в производственном подразделении под руководством Роджера Адамса. Его работа в подразделении органических химических производств дала ему обширный опыт в синтезе. Студенты должны были вести тщательные записи в тетрадях о каждом продукте, включая стоимость химикатов, оборудование и необходимое время. Марвел был известен своей способностью модифицировать и переписывать плохие методики, чтобы сделать их более эффективными и другие могли им следовать. Многие из этих методик были позже опубликованы: сначала в виде брошюр «Органические химические реагенты» (авторы Роджер Адамс, О. Камм и К.Ш. Марвел), а затем в журнале Organic Syntheses.
Марвел был членом Тау Каппа Эпсилон . Он был также посвящен в Альфа Хи Сигма в отделении Дзета Университета Иллинойса в 1918 году.
В 1919 году Марвел вернулся к учебе в аспирантуре при поддержке стипендии от DuPont. В 1920 году Марвел получил докторскую степень по химии в Университете Иллинойса, работая с заведующим кафедрой Уильямом Альбертом Нойесом. Его диссертацией было «Исследование возможной асимметрии алифатических диазосоединений».

## Иллинойсский университет
Марвел пришел на химический факультет Иллинойского университета в качестве преподавателя в 1920 году. Он получил звания доцента в 1923 году и профессора органической химии в 1930 году. До 1940 года он также руководил подразделением по производству органических химических веществ, в котором студенты синтезировали труднодоступные специальные химические вещества. С 1953 по 1961 год Марвел был профессором-исследователем химического факультета.
Ранние исследования Марвела касались классической органической химии. Он активно сотрудничал с журналои Organic Syntheses. Приблизительно 20% из 264 препаратов в Коллективном I томе Органического синтеза были либо написаны, либо проверены им.
Марвел работал с широким спектром соединений, включая диалкилртуть, гексазамещенные этаны, диенины, алкилы лития и реактивы Гриньяра, соединения фосфония и аммония. Он разработал органические химические реагенты для определения характеристик, идентификации и анализа химических соединений. Большая часть этих исследований была проведена до того, как были разработаны такие методы, как инфракрасная спектроскопия или масс-спектрометрия. Исследование Марвелом межмолекулярных водородных связей основывалось на изучении растворимости и теплоты смешения.
Вскоре он занялся химией полимеров, снова работая над методами синтеза и определением структуры. Используя такие методы, как элементный анализ, определение средней молекулярной массы и анализ концевых групп, Марвел продемонстрировал методологию для установления основных структурных особенностей полимеров. Обладая способностью импровизировать и совершенствовать новые методы, он внес «крупный фундаментальный вклад» в область науки о полимерах , за что был признан «отцом» химии синтетических полимеров.
Начиная с 1933 года, Марвел начал изучать полимеры на основе олефинов и диоксида серы, определяя их структуру и исследуя влияние инициаторов, таких как пероксиды или ультрафиолетовое излучение, на реакции полимеризации. Исследуя виниловые полимеры в 1937 году, Марвел смог продемонстрировать, что полимеры, полученные из поливинилхлорида имеют тенденцию образовывать структуру «голова к хвосту» с атомами хлора на чередующихся атомах углерода (подтверждая структурные идеи Германа Штаудингера) с большей вероятностью, чем «голова к голове», в которой атомы хлора расположены на соседних атомах углерода. Эта работа, в свою очередь, привела к получению и полимеризации новых мономеров. За работу над SO2, α-олефинами и виниловыми полимерами, Марвел получил медаль Уильяма Х. Николса от Американского химического общества в 1944 году  В начале сороковых годов он был одним из первых ученых, которые использовали оптически активные мономеры и оптически активные инициаторы для изучения свойств стереорегулярных полимеров.

### Работа вDuPont
В 1928 году Роджер Адамс порекомендовал Марвела в качестве консультанта DuPont Central Research. В течение почти 60 лет Марвел провел для компании 19 000 индивидуальных консультаций. Когда его попросили проверить открытие английского химика Мэтьюса о том, что полисульфоны могут образовываться в результате реакции диоксида серы и этилена, Марвел подтвердил открытие, используя циклогексен, а не этилен. Он был близким другом, а также консультантом Уоллеса Карозерса, который проводил новаторские работы по нейлону и неопрену в Dupont. Он также консультировал Рэя Хаутца, когда велась разработка синтетического волокна из полиакрилонитрила.

### Резиновый резерв США
Марвел активно участвовал в программе США по производству синтетического каучука, когда поставки натурального каучука были прерваны из-за Второй мировой войны. Доступность каучука была важна для военных действий. Начиная с сентября 1940 года он работал с Национальным исследовательским комитетом обороны. В 1941 и 1942 годах он был председателем секции «Синтетические, аналитические и неорганические проблемы» Национального исследовательского комитета обороны. В период с 1942 по 1945 год он возглавлял группу из 100 химиков в различных учреждениях Соединенных Штатов для Корпорации резервов каучука США. Его работа в Иллинойсе по низкотемпературной сополимеризации бутадиена и стирола был важна для успешного коммерческого производства синтетического каучука. Его группа определила тиолы как ключ к процессу полимеризации, а  полиненасыщенные жирные кислоты, присутствующие в мылах, используемых в качестве эмульгаторов, как ингредиент, который мешает реакциям полимеризации.
В 1946 году Марвел отправился в Германию в составе группы технической разведки, чтобы доложить о состоянии немецкой резиновой технологии. Они обнаружили, что немецкие ученые использовали процесс окислительно-восстановительной полимеризации при 5 °C, что значительно ниже. Марвел и его группа развили эту идею, создав процесс создания холодной резины для американской промышленности. Благодаря их новому процессу полимеризация проходила всего за семь часов.
В результате своей работы во время войны Марвел получил Почётную грамоту Президента за заслуги перед гражданскими лицами во Второй мировой войне.

### Преподавательская деятельность
Считается, что Карл Ш. Марвел вместе с Роджером Адамсом и Рейнольдом К. Фьюзоном создали программу органической химии в Иллинойсе, которую в Соединенных Штатах считали выдающейся. Он подчеркнул, что «основным продуктом научных исследований являются студенты». [21] За свою карьеру Марвел руководил 176 успешными докторантами и не менее 150 постдокторантами. Его учениками были Х. Э. Картер, Уоллес Карозерс, Джордж Грейвс, Уильям Дж. Спаркс, Сэмюэл М. МакЭлвейн, Арнольд Бекман и будущие лауреаты Нобелевской премии Винсент дю Виньо и Эдвин Г. Кребс.
В 1961 году Марвел официально «ушел на пенсию» из Иллинойса, но продолжал оставаться почетным профессором-исследователем с 1961 по 1988 год. В 1963 году он был удостоен звания почетного доктора наук — степень Иллинойсского университета.

## Аризонский университет
С 1961 по 1988 год Марвел также занимал должность профессора кафедры химии Аризонского университета. В Аризоне он продолжил работу, начатую в Иллинойсе, по изучению высокотемпературных полимеров.

### Высокотемпературные полимеры
Марвел добился значительных успехов в разработке высокотемпературных полимеров, включая полибензимидазолы и лестничные полимеры, с использованием методов полиприсоединения и циклополимеризации.
С Марвелом связалась база ВВС Райт-Паттерсон в 1950-х годах, потому что ВВС США нуждались в материале, подходящем для тормозных парашютов. Им нужен был материал, который сохранял свою прочность при воздействии экстремально высоких температур. Исследуя высокотемпературные стабильные полимеры, Марвел первый синтезировал полибензимидазол. Затем он работал с Хервардом Фогелем, сначала в Университете Иллинойса, а затем в Университете Аризоны, над улучшением качества полимера и разработкой полибензимидазольного волокна. Их лучший полибензимидазол был негорючим и стабильным при температурах до 600 °C. Они зарегистрировали патенты на высокомолекулярные конденсационные полимеры в 1960-х годах. Из-за его термической и окислительной стабильности полибензимидазол был принят НАСА в 1960-х годах для использования в аэрокосмической и оборонной промышленности. В 1978 году полибензиимдазол начали использовать в оборудовании пожарной службы США.
Марвел также предложил разработку «лестничных молекул», полимеров следующего поколения, которые были бы еще более стабильными, чем полибензимидазолы. Марвел сделал первые шаги к процессу создания полимеров лестничного типа еще в 1938 году, когда он попытался циклизировать полиметилвинилкетон. В 1950-х годах он изложил предварительный подход к созданию полипарафенилена. Подход Марвела содержал ключевые элементы решений, которые еще в течение следующих тридцати лет будут неизменны: цепная полимеризация циклогексадиена и его последующая ароматизация. Поэтому его работа считается «важной вехой в истории синтеза полипарафенилена».
На протяжении 1960-х и 1970-х годов он продолжал работать в качестве основного участника программы ВВС США по синтезу высокотемпературных полимеров, включая синтез термостабильных лестничных или частичных лестничных полипирролонов.  За свою работу Марвел был награжден Премией за выдающиеся заслуги (1966 г.) Лабораторией материалов ВВС США и Премией за выдающиеся достижения (1966 г.) командованием систем ВВС.
Он официально «вышел на пенсию» в качестве профессора-исследователя в Университете Аризоны в 1978 году, но все же продолжал некоторые исследования с помощью докторантов до своей смерти в 1988 году. Университет Аризоны назвал лабораторию в его честь. Marvel Hall, конференц-зал в здании Американского химического общества в Вашингтоне, также назван в его честь.

## Публикации
Марвел опубликовал около 500 статей в научных журналах по всему миру и четыре книги, включая «Введение в органическую химию высоких полимеров». Он работал в редакционной коллегии журналов, включая Macromolecules, Journal of Organic Chemistry, Journal of the American Chemical Society и Journal of Polymer Science. Он также имел 52 патента.
Заядлый орнитолог на протяжении всей своей жизни. Публикации Марвел включают статьи о наблюдении за птицами, такие как «Необычные привычки кормления капской камышевки» (1948) и «Голубой гросбек в Западном Онтарио» (1950).

## Почести и награды
- 1938 Избран в Национальную академию наук[24]
- 1944 Медаль Уильяма Х. Николса, Американское химическое общество [9]
- 1945 Президент Американского химического общества[25]
- 1945 Избран в Американское философское общество[26]
- 1950 Премия Уилларда Гиббса, Американское химическое общество[27]
- 1955 Золотая медаль Американского института химиков [28]
- 1956 Медаль Пристли, American Chemical Society[29]
- 1960 Избран в Американскую академию искусств и наук[30]
- 1964 Первый лауреат премии ACS в области химии полимеров[31]
- 1964 Международная премия, Society of Plastics Engineers
- 1965 Медаль Перкина, Американская секция Общества химической промышленности[32][33]
- 1966 Награда за выдающиеся заслуги, Лаборатория материалов ВВС США [3]
- 1966 Премия за выдающиеся достижения, командование систем ВВС [3]
- 1967 Премия пионера химии, Американский институт химии [34]
- 1986 Национальная научная медаль США, врученная президентом Рональдом Рейганом[35]
- 1988 Посвящен в Зал славы Альфа Хи Сигма [7]

## Семья
Карл Шипп Марвел женился на Альберте Хьюз 26 декабря 1933 года. У них было двое детей: Мэри Кэтрин (1935–2017) и Джон Томас Марвел (1938–2010). Джон Томас Марвел женился на Джойс Стрэнд. У них было трое сыновей: Скотт Томас, Крис Эндрю и Карл Рэндалл Марвел. Скотт Томас Марвел женился на Шерри Коун Флуше, у него есть дочь Эстель Марвел и два приемных сына Зейн и Карсон Флуше. Карл Рэндалл Марвел женился на Дженнифер Прайс. У них было двое детей: Кристиан Рид и Брук Мари Марвел. 
Карл Шипп Марвел умер 4 января 1988 года.